# Adele Beerensson
Adele Beerensson (geboren 15. März 1879 in Bradford, England; gestorben 13. Oktober 1940 in London) war eine britisch-deutsche Verbandspolitikerin der Sozialarbeit.

## Leben
Adele Beerensson wurde 1907 Schriftführerin und 1912 Geschäftsführerin der 1893 gegründeten Berliner „Mädchen und Frauengruppen für soziale Hilfsarbeit“ und vertrat diese im Kuratorium der 1908 gegründeten Wohlfahrtsschule, an der sie als Dozentin tätig wurde. Ab 1911 war sie Sekretärin von Alice Salomon an der Schule. Sie war Mitglied des Vorstands im „Deutschen Verband der Jugendgruppen und Gruppen für soziale Hilfsarbeit“. 1914 wurde sie Vorstandsmitglied der Kriegsorganisation Nationaler Frauendienst. Von 1916 bis 1925 war sie Vorsitzende des Deutschen Verbandes der Sozialbeamtinnen (DVS) und von 1925 bis 1933 dessen Hauptgeschäftsführerin. 1925 beendete sie ihre Tätigkeit an der Wohlfahrtsschule.
Sie vertrat den DVS im Bund Deutscher Frauenvereine (BDF) und gehörte ab 1928 dem Gesamtvorstand des BDF an und arbeitete in den Fachgruppen des BDF für Polizeifürsorgerinnen und Sozialarbeiterinnen mit. Beerensson gehörte weiteren berufspolitischen Verbänden und Gremien an und war Mitglied im Schulausschuss des Seminars für Jugendwohlfahrt in Berlin.
Nach der Machtübergabe an die Nationalsozialisten 1933 emigrierte sie mit ihrer Lebenspartnerin Gertrud Israel nach England, ihrem Geburtsland. Sie fand Arbeit im „Sara Pyke House“, einer Einrichtung für arbeitende Mädchen und Frauen in London. Beide wurden bei einem der Angriffe der deutschen Luftwaffe auf London getötet.

## Schriften (Auswahl)
- Die Lage der Arbeiterinnen in den Berliner Schokoladen- und Konfiturenfabriken, in: Soziale Praxis. Centralblatt für Sozialpolitik, 16. Jg. (1906/07), Sp. 568–570
- Gedanken zur Ausgestaltung der Ausbildung von Wohlfahrtspflegerinnen, in: Deutsche Zeitschrift für Wohlfahrtspflege, 2. Jg. (1926/27), S. 358–360
- Fürsorgerinnen-Not ; Fürsorgerinnen-Wille. Selbstverlag, 1932
- Jüdische Wohlfahrtsarbeit in England. In: Jüdische Wohlfahrtspflege und Sozialpolitik, Bd. 5, Nr. 6, November–Dezember 1935, S. 205